# Храм бога Сатурна
41° 53′ 33.07″ N 12° 29′ 3.06″ E / 41.8925194° С; 12.4841833° И
Храм бога Сатурна био је староримски храм посвећен богу Сатурну. Остаци овог храма налазе се у подножју једног од седам римских брежуљака, Капитол, на западној страни Римског форума. Брежуљак Капитол раније је био познат под називом Mons Saturnius. Храм највероватније датира најраније око 497. године пре нове ере , али се ипак са овим податком не слажу сви антички писци .

## Историја
Конструкција храма била је започета каснијих година Римског краљевства за време владавине Тарквинија Охолог. Његова инаугурација од стране конзула Тита Ливија у ранијим годинама Републике што га чини другим најстаријим храмом после храма бога Јупитера који се налазио исто на брежуљку Капитолу. Сматра се да је олтар бога Сатурна, који се налазио испред самог храма, старији од самог храма и да потиче из времена оснивања града Рима на брежуљку Капитол . Храм је у потпуности реконструисан од стране римског конзула Мунатиуса Планкуса 42. године пре нове ере.
Данашње руине представљају трећу фазу Сатурновог храма који је био саграђен после пожара 360. године. Ово обнављање у 4. веку п. н. е. проузроковано је обновом паганизма , док је храм касније у доба протеравања пагана за време Константина Великог био затворен.
У римској митологији Сатурн је владао током Златног доба после чега је наставио да буде симбол богатства. У његовом храму била су одлагана златна и сребрна богатства Римске републике. Храм је служио и као градски архив и као седиште за мерење метала.
У част бога Сатурна одржане су годишње прославе које су почеле 17. децембра и трајале неколико дана за редом и које су се називале Сатурналије. Ти дани су симболизовали крај жетве. Прво су се на вратима храма обављали обреди жртвовања, након чега су тријумфалне процесије започињале своју свечану поворку улицама града, носећи са собом златну статуу Сатурна.

## Архитектура
Део рушевина који је преостао данас је предњи део храма, односно његов предњи трем. Парцијално очуван забат представља уклесани цитат:
Senatus Populusque Romanus
incendio consumptum restituit
који у преводу на српски језик значи Сенат и рисмки народ су обновили [храм] уништен у пожару. Забат и преосталих осам јонских стубова представљају богато римско архитектонско наслеђе. Храм је био 20 метара широк и 40 метара дугачак. Висина осам стубова Сатурнског храма је 11 метара, а њихов пречник је 1,4 метра.